# Хикс, Томас (спортсмен)
Томас Джон «Том» Хикс (англ. Thomas John "Tom" Hicks; 11 января 1876, Бирмингем, Великобритания — 28 января 1952, Виннипег, Манитоба, Канада) — американский легкоатлет, чемпион летних Олимпийских игр 1904.

## Биография

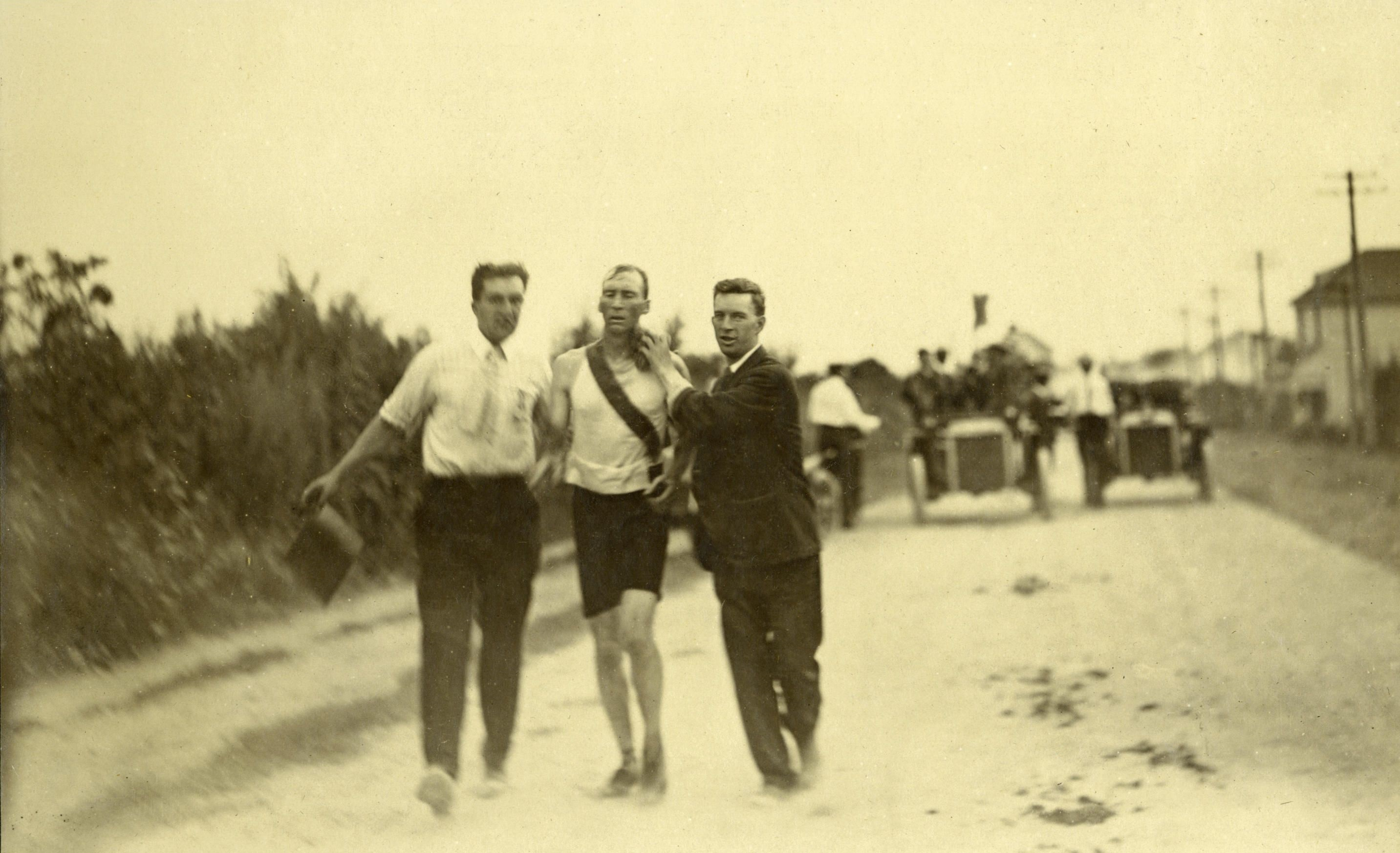
Томас Хикс (посередине) во время марафона

На Играх 1904 года в Сент-Луисе Хикс участвовал только в марафоне (дистанция марафона Олимпийских игр 1904 года составляла 40 км). Томас пришёл к финишу вторым, показав результат 3:28:53, после Фреда Лорза, который был позже дисквалифицирован, так как часть пути проехал на автомобиле, и Хикс был объявлен чемпионом и получил золотую медаль.
Однако, как позднее рассказывал тренер Хикса Шарль Люк, Хикс победил при помощи допинга:
За семь миль до финиша Хикс упал в обморок. Тогда я решил сделать ему инъекцию — я ввел ему один миллиграмм сульфата стрихнина и дал запить глотком французского коньяка. Он побежал дальше, но за четыре мили до финиша мне пришлось прибегнуть к повторной инъекции, после чего он походкой, более или менее похожей на бег, кое-как закончил дистанцию.
Сразу после финиша Хикс был госпитализирован.
Умер на 77-м году жизни в канадском Виннипеге.